# Sólon
Sólon (grego Σόλων, translit. Sólōn; (Atenas, 638 a.C. – 558 a.C.) foi um estadista, legislador e poeta grego antigo. Foi considerado pelos gregos como um dos sete sábios da Grécia antiga e, como poeta, compôs elegias morais-filosóficas. Em 594 a.C., iniciou uma reforma das estruturas social, política e econômica da pólis ateniense. Aristocrata de nascimento e membro de uma nobre e bela  família arruinada em meio ao contexto de valorização dos bens móveis na pólis ateniense, Sólon se reconstituiu economicamente através da atividade comercial, passando depois a dedicar-se inteiramente à política. Fez reformas abrangentes, sem conceder aos  grupos revolucionários e sem manter os privilégios dos eupátridas. Criou a Eclésia (Assembleia popular), da qual participavam todos os homens livres atenienses, filhos de pai e mãe atenienses e maiores de 30 anos. Por ocasião da entrada de Pisístrato na cena política ateniense, Sólon se retirou em exílio voluntário.

## Legislador ateniense
Sua obra como legislador ou "árbitro da constituição", como o define Aristóteles, se articula em três pontos principais:
1. Seisachteia, abolição da escravidão por dívidas;
2. Reforma timocrática ou censitária: a participação não era mais por nascimento, mas censitária, através do Conselho de 800 (Boulé).
3. Reforma do sistema ático de pesos e medidas.

Profundo conhecedor das leis, foi convocado como legislador pela aristocracia em meio a um contexto de tensão social na pólis, quando os demais grupos sociais viam as reformas de Drácon (ocorridas por volta de 621 a.C.) como algo insuficiente. Na sua reforma, Sólon proibiu a hipoteca da terra e a escravidão por endividamento através da chamada lei Seisachtheia; dividiu a sociedade pelo critério censitário (pela renda anual) e criou um tribunal de justiça, a helieia. Suas atitudes, no entanto, desagradaram a aristocracia, que não queria perder seus privilégios oligárquicos, e o povo, que desejava mais que uma política censitária, e sim a promoção de uma reforma agrária.
De acordo com a Constituição ateniense, Sólon legislou para todos os cidadãos serem admitidos na Eclésia e criou um tribunal helieia formado a partir de todos os cidadãos. A helieia parece ter sido a Eclésia, ou alguma parte representativa da mesma, sentada como júri, dando às pessoas comuns não só o poder de eleger funcionários, mas também chamá-los a prestar contas. No entanto, alguns estudiosos duvidam que Sólon tenha incluído os tetes na Eclésia, o que seria demasiado ousado para um aristocrata nesse período arcaico. As fontes antigas atribuem-lhe a criação de um Conselho de Quatrocentos, elaborado a partir das quatro tribos atenienses para servir como um comité de direcção para a Eclésia alargada. No entanto, muitos estudiosos modernos têm duvidado disso também.
Sólon também modificou o código de leis de Drácon, que já não era mais seguido por causa de seu rigor. A punição do roubo, que era a morte, passou a ser uma multa igual ao dobro do valor roubado.
Dentre os 6 mil cidadãos atenienses chamados no Tribunal de Heliaia de heliastas, eram escolhidos por votação os julgadores, sempre em número ímpar, quando passavam a ser chamados de dikastas, que atuavam nas sessões de justiça — as chamadas dikasterias. No julgamento de Sócrates, houve 801 dikastas.
"É que as leis em nada diferiam das teias de aranha: se, como estas, estavam aptas a prender os fracos e pequenos que conseguissem apanhar, seriam contudo despedaçadas pelos poderosos e pelos ricos." Esta frase é muitas vezes equivocadamente atribuída a Solon, mas foi dita por Anacársis, ao saber que Sólon havia sido designado para elaborar um código de leis para os atenienses.

## Sólon em Heródoto
Sólon em Histórias de Heródoto é descrito como um cidadão Ateniense desembarcando em Sardes de uma viagem para a qual se licenciara de seus compromissos com a polis de Atenas por dez anos alegando desejar ver novas terras. Ele havia antes de sair de Atenas escrito Leis que, segundo Heródoto justificariam o real motivo dele se ausentar de Atenas para não ser obrigado a revogá-las. Sólon chegara de uma passagem pelo Egito, onde tinha sido hospedado pelo rei Amásis, faraó do Egito. Em Sardes foi hospedado pelo rei Creso, quem o interroga sobre quem seria o homem mais feliz que já encontrara.

## Poesia
Sólon também se dedicou à escrita de poesia elegíaca. Em suas elegias, Sólon expressa seu conjunto de ideias políticas. Seus versos nos chegaram de maneira fragmentária, a partir de citações de autores antigos como Aristóteles, Demóstenes, Teofrasto, Diógenes Laércio, Diodoro Sículo e Plutarco.